# 国軍体育部隊
大韓民国国軍体育部隊（だいかんみんこくこくぐんたいいくぶたい）は大韓民国国防部直轄の特殊部隊。部隊の別称は尚武（サンム、朝: 상무）。

## 概要
特殊部隊として分類されているが、大韓民国国軍の体育能力向上と体育振興を目的に、それまで陸軍、海軍、空軍などが個別的に管理してきた所属スポーツチームを統合して1984年発足させたスポーツ部隊であり、対テロ作戦などに投入されるわけではない。団体競技の他にも、射撃、陸上、体操、闘技など各種目の選手が所属しており、服務中に国家代表としてオリンピックなどに出場してメダルを獲得した選手も多くいる。
兵役を満了していない男子のスポーツ選手の場合、国家代表クラスのスポーツ選手として特別扱いされ、軍事訓練はほとんど行わず練習に打ち込めることや、隊の編成チームも国内リーグに参加していることから、兵役を遂行しながらも競技力を維持するほぼ唯一の合法的な道であり、入隊を巡る競争率もかなり高い。
本来はアマチュアの選手だけに入隊を許可してきた。今も基本的にはアマチュア選手を対象に門戸を開放しているが、オリンピックにプロ選手の参加が認められるようになってからは、オリンピックにプロの参加ができる団体種目（野球、サッカー、バスケットボール、バレーボールなど）のプロ選手も入隊できるようになった。ボクシング部の場合は、オリンピックにプロボクサーの参加が認められていないため、プロのボクシング選手は選手として入隊できない。基本的には軍人の身分であるため、アマチュア扱いだが、プロ出身の兵士はプロに身を置いた選手として、各種大会の参加の制約を受ける。
部隊の象徴は不死鳥であるため、フェニックスの名を冠するチームも多い。

## 主な編成チーム

### 男子サッカー
「金泉尚武FC」（キムチョン・サンムFC）の名称で、2021年現在Kリーグ2に参加している。2010年に本拠地を光州広域市から尚州市に、さらに2021年に金泉市に移転。チーム名も「光州尚武」→「尚州尚武FC」→「金泉尚武FC」と変化している。
2012年までは「尚州尚武フェニックス」の愛称を持っていた。

### 女子サッカー
2007年に創立。2009年からWKリーグに参加している。当初はチーム名を「釜山尚武」（プサン・サンム）としたが、2016年に本拠地を釜山広域市から忠清北道報恩郡に移し「報恩尚武」（ポウン・サンム）に改称した。

### 野球
韓国プロ野球2軍リーグのフューチャーズリーグに、「尚武フェニックス」（サンム・フェニックス、朝: 상무 피닉스）の名で参加している。本拠地は慶尚北道聞慶市の尚武専用球場を使用している。

### アイスホッケー
2018年開催の平昌オリンピックに向けたアイスホッケー強化のため、2012年にチームを結成。「デミョンサンム（大明尚武）」として、2013-2014シーズンから2015-2016シーズンまでアジアリーグアイスホッケーに参加していた。

### ハンドボール
「尚州尚武フェニックス」の名称で、ハンドボール韓国リーグに参加している。

## 主な出身選手

### 野球

#### 現在所属選手
- 卞相勸（ビョン・サングォン）- 前所属キウム
- 李康俊（イ・ガンジュン）- 前所属キウム
- 李柱形（イ・ジュヒョン）- 前所属キウム
- 金燦亨（キム・チャンヒョン）- 前所属SSG
- 金澤亨（キム・テクヒョン） - 前所属SSG
- 張志熏（チャン・ジフン） - 前所属SSG
- 具本奕（ク・ボンヒョク）- 前所属LG
- 李榮斌（イ・ヨンビン）- 前所属LG
- 崔廷源（チェ・ジョンウォン）- 前所属NC
- 沈佑俊（シム・ウジュン）- 前所属KT
- 権桐振（クォン・ドンジン）- 前所属KT
- 崔元準（チェ・ウォンジュン）- 前所属起亜
- 金賢洙（キム・ヒョンス）- 前所属起亜
- 崔採興（チェ・チェフン）- 前所属三星
- 崔池光（チェ・チグァン）- 前所属三星
- 金都奐（キム・トファン）- 前所属三星
- 金材奕（キム・ジェヒョク）- 前所属三星
- 朴承奎（パク・スンギュ）- 前所属三星
- 金潤洙（キム・ユンス）- 前所属三星
- 李海昇（イ・ヘスン）- 前所属三星
- 羅承燁（ナ・スンヨプ）- 前所属ロッテ
- 秋材賢（チュ・ジェヒョン）- 前所属ロッテ
- 韓太揚（ハン・テヤン）- 前所属ロッテ
- 趙世鎭（チョ・セジン）- 前所属ロッテ
- 趙漢珉（チョハンミン）- 前所属ハンファ

#### 出身の現役選手
- 金宰鎬（斗山、2006 - 2007）
- 朴錫珉（NC、2006 - 2007）
- 呉在一（斗山、2007 - 2008）
- 朴炳鎬（キウム、2007 - 2008）
- 金江栗（斗山、2009 - 2010）
- 金宰煥（斗山、2009 - 2010）
- 張施晥（ハンファ、2010 - 2011）
- 崔周煥（SSG、2010 - 2011）
- 李宰元（SSG、2011 - 2012）
- 李賢承（斗山、2012 - 2013）
- 洪建喜（斗山、2013 - 2014）
- 朴世爀（斗山、2014 - 2015）
- 呉先真（三星、2014 - 2015）
- 柳志赫（起亜、2014 - 2015）
- 李庸燦（NC、2015 - 2016）
- 金善彬（起亜、2015 - 2016）
- 姜倫求（ロッテ、2015 - 2016）
- 李昇眞（斗山、2016 - 2017）
- 文京賛（NC、2016 - 2017）
- 文聖現（キウム、2016 - 2017）
- 尹明準（斗山、2017 - 2018）
- 張雲浩（ハンファ、2017 - 2018）
- 沈昌珉（NC、2019 - 2020）
- 李有燦（斗山、2020 - 2021）

### サッカー
- 李東国（イ・ドングク）
- 金度勲（キム・ドフン）
- 崔成勇（チェ・ソンヨン）
- 崔龍洙（チェ・ヨンス）
- 曺宰溱（チョ・ジェジン）
- 洪明甫（ホン・ミョンボ）

### ラグビー
- 朴誠球（パク・ソング）－現ラグビー大韓民国代表－元クボタスピアーズ
- 許雄（ホ・ウン）－現ラグビー大韓民国代表－現NTTドコモレッドハリケーンズ
- 李光紋（イ・グァンムン）－現ラグビー大韓民国代表－元東芝ブレイブルーパス
- 延権佑（ヨン・グォンウ）－現ラグビー大韓民国代表－現横河武蔵野アトラスターズ
- 劉永男（ユ・ヨンナム）－現ラグビー大韓民国代表－現パナソニック ワイルドナイツ